# Anaglyptus mysticoides
Anaglyptus mysticoides är en skalbaggsart som beskrevs av Edmund Reitter 1894. Anaglyptus mysticoides ingår i släktet Anaglyptus och familjen långhorningar. Inga underarter finns listade i Catalogue of Life.